# 凌存淳
凌存淳（?—？），江苏上海人，清朝政治人物。吏员出身。
乾隆十年，擔任廣東廣州府永安縣知縣（現紫金縣知縣）。后由張宗灝接任。